# Wyoming (lớp thiết giáp hạm)
Lớp thiết giáp hạm Wyoming là một lớp thiết giáp hạm thuộc thế hệ dreadnought, là loạt hai chiếc thứ tư được chế tạo cho Hải quân Hoa Kỳ, bao gồm hai chiếc Wyoming và Arkansas. Vào lúc thiết kế cặp này, chưa có chiếc nào trong thiết kế của lớp trước đó chạy thử ngoài biển. Trong khi khá lớn hơn so với lớp tàu tiền nhiệm, chúng giữ lại những đặc tính chung cho tất cả các thiết giáp hạm Mỹ cho đến giai đoạn đó với các tháp pháo chính dọc theo trục giữa, chỗ trống thấp, tầm hoạt động xa và vỏ giáp hông rất dày.
Cả hai chiếc trong lớp đều đã hoạt động trong cả Chiến tranh Thế giới thứ nhất lẫn thứ hai. Trong Thế Chiến I, chúng được phân về Hải đội Thiết giáp hạm 6 của Hạm đội Grand Anh Quốc, và có những hoạt động hạn chế tại Bắc Hải trong những năm 1917 - 1918. Cả Wyoming và Arkansas đều được tái cấu trúc vào giữa những năm 1920 giống như tất cả các thiết giáp hạm Mỹ trong thời kỳ này. Wyoming được rút về làm một tàu huấn luyện sau năm 1931, trong khi Arkansas đảm trách vai trò hộ tống các đoàn tàu vận tải trong Thế Chiến II. Nó còn tiến hành bắn pháo bờ biển hỗ trợ cho cuộc đổ bộ Normandy cũng như tại miền Nam nước Pháp trong chiến dịch Dragoon, cả hai diễn ra vào giữa năm 1944. Sau đó Arkansas được chuyển sang Mặt trận Thái Bình Dương, nơi nó bắn phá Iwo Jima và Okinawa trong các cuộc tấn công đổ bộ lên các hòn đảo này. Cả hai chiếc đều bị xóa đăng bạ sau khi chiến tranh kết thúc; Wyoming bị tháo dỡ vào năm 1947, trong khi Arkansas được sử dụng làm mục tiêu thử nghiệm bom nguyên tử trong chiến dịch Crossroads vào năm 1946.

## Thiết kế

### Kích cỡ và vũ khí
Những yêu cầu của lớp tàu này xuất phát từ những yêu cầu rất căn bản được nêu ra trong Hội nghị Newport. Thiết kế này đánh dấu sự kết thúc của Ủy ban Chế tạo và vai trò lớn mạnh của Ủy ban Tướng lĩnh trong việc thiết kế tàu chiến Mỹ. Lớp tàu này lớn hơn đáng kể so với lớp Florida tiền nhiệm, khoảng 20% về kích cỡ.
Sự gia tăng này là do mối lo ngại thiết kế của thế hệ thiết giáp hạm tiếp theo sau sẽ tiến xa hơn cỡ hải pháo 305 mm (12 inch) vốn đang thống trị mọi thiết giáp hạm thế hệ dreadnought cho đến lúc đó. Việc tăng kích cỡ sẽ cho phép bổ sung thêm tháp pháo thứ sáu và tăng cường vỏ giáp; đưa dàn pháo chính lên đến 12 khẩu 305 mm (12 inch) bố trí trên những tháp pháo đôi. Đa số các bàn luận về thiết kế của lớp tàu này đều đưa đến tranh luận rằng Hải quân Mỹ nên chuyển sang cỡ hải pháo 356 mm (14 inch); tuy nhiên, vào lúc đó công việc phát triển cỡ hải pháo 356 mm (14 inch) được tiến hành rất ít; và việc phát triển cùng lúc hai hệ thống quả là một việc đánh cược mạo hiểm trong sự ganh đua thiết kế thiết giáp hạm giữa các cường quốc hải quân. Tháp pháo giữa tàu trên lớp tàu này và cả trên lớp New York đều gặp những trục trặc; tháp pháo và hầm đạn đều được bố trí ngay bên cạnh các nồi hơi, và các ống dẫn hơi nước áp suất cao nằm ngay bên cạnh các hầm đạn. Điều này đưa đến một sự chênh lệch nhiệt độ đáng kể trong thuốc phóng đưa đến việc phân tán khá lớn sơ đồ điểm đạn rơi ở hai lớp tàu này. Các nỗ lực nhằm làm mát các hầm đạn 305 mm (12 inch) giữa tàu chỉ mang lại những kết quả hạn chế. Ủy ban Tướng lĩnh ước lượng rằng tầm hiệu quả chiến trận của dàn pháo chính ở trong khoảng 7.300 đến 7.800 m (8.000 – 8.500 yard). Dàn pháo hạng hai một lần nữa lại được bố trí trên một sàn thấp bên dưới sàn chính; điều này đã giới hạn khả năng sử dụng chúng vì 1/3 trong số chúng trở thành vô dụng do quá ướt khi di chuyển tốc độ cao.

### Vỏ giáp bảo vệ
Những giới hạn về kiểm soát hỏa lực một lần nữa giải thích sự khiếm khuyết vỏ giáp sàn tàu thích hợp tiếp tục trong thiết kế của lớp này. Sơ đồ vỏ giáp cũng trình bày các dấu hiệu khác của sự dịch chuyển với đai giáp dày và lớp giáp hạng trung 165 mm (6,5 inch) bảo vệ các tháp súng hạng hai cùng các ngăn bên trong để hạn chế hư hỏng. Toàn bộ sơ đồ vỏ giáp ngang được thiết kế để ngăn chặn đạn pháo bắn đến ở góc rất nông; với ý tưởng làm cho quả đạn pháo xuyên thép phát nổ trên vỏ giáp mỏng của sàn tàu trong khi các mảnh của chúng được ngăn chặn bởi lớp giáp còn mỏng hơn nữa bằng thép tấm STS 25 mm (1 inch) ở lớp sàn tàu bên dưới. Vấn đề hỏa lực xuyên thủng đã không thể khắc phục cho đến khi nguyên tắc vỏ giáp "tất cả hoặc không có gì" được áp dụng cho lớp Nevada, cách hai lớp sau lớp Wyoming. Đai giáp chính được giữ ở mức 279 mm (11 inch) giảm dần còn 229 mm (9 inch) đủ để chống lại hải pháo 305 mm (12 inch) vào thời đó.

### Thiết kế động cơ
Wyoming là lớp thiết giáp hạm Mỹ cuối cùng được trang bị loại động cơ turbine hơi nước dẫn động trực tiếp. Sau này, các kiểu động cơ hơi nước ba buồng bành trướng đặt dọc, turbine hộp số hoặc turbine điện đều chứng tỏ hiệu suất sử dụng nhiên liệu tốt hơn.

## Nâng cấp

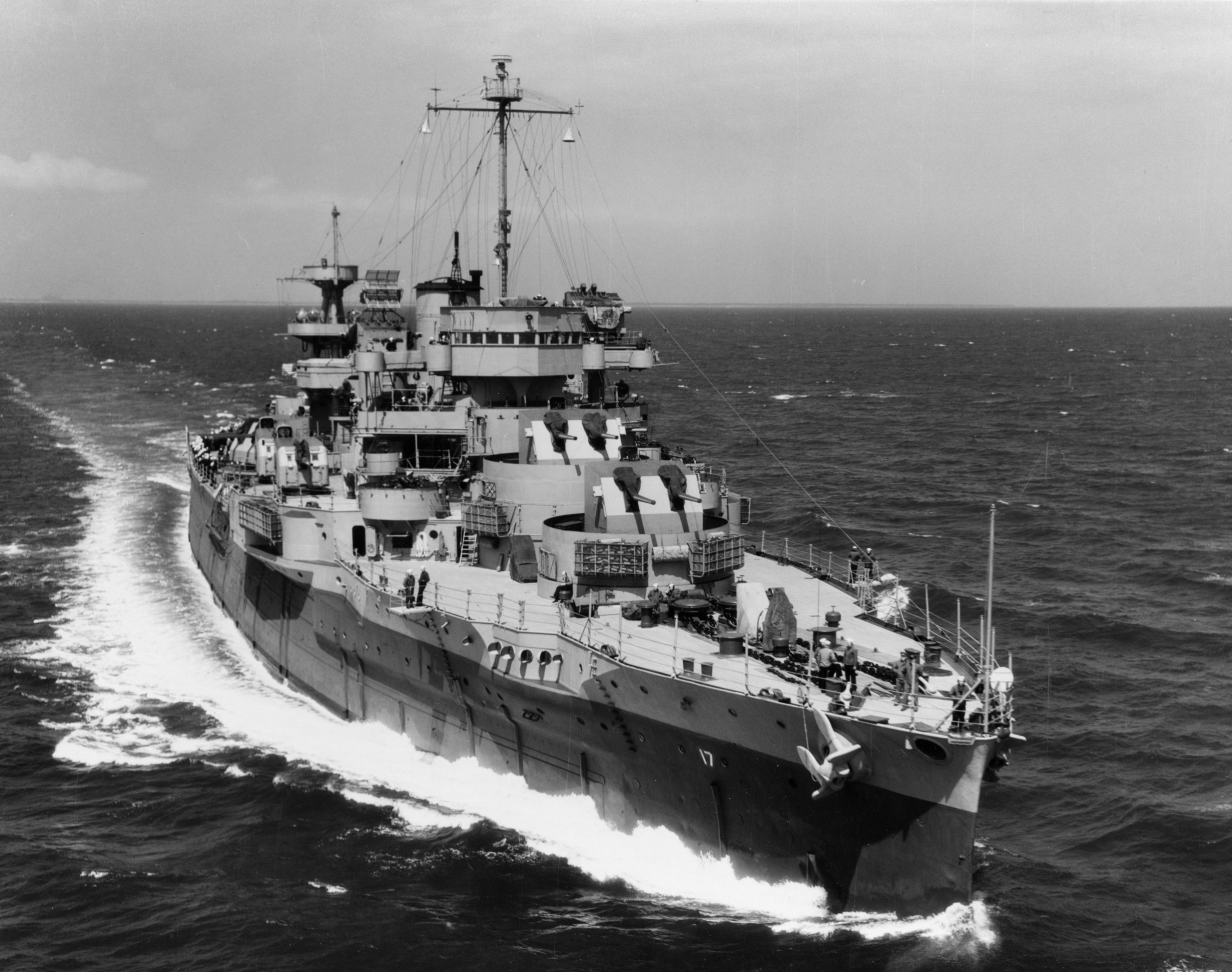
USS Wyoming

Việc hiện đại hóa được bắt đầu vào năm 1925 và hoàn thành vào năm 1927. Việc này bao gồm bổ sung một đai giáp chống ngư lôi làm cho chúng có mạn thuyền rộng hơn, trọng lượng rẽ nước lớn hơn và một lớp giáp sàn tàu dày hơn. Các nồi hơi đốt dầu được bổ sung cùng một ống khói gộp cũng như giảm bớt còn một cột buồm dạng lồng duy nhất. Cả hai chiếc đều được trang bị hệ thống điều khiển hỏa lực mới; một số khẩu đội pháo hạng hai 127 mm (5 inch) được dời chỗ lên cấu trúc thượng tầng. Arkansas được sử dụng làm tàu huấn luyện tác xạ; trong khi Wyoming được tháo dỡ toàn bộ số pháo 305 mm (12 inch), và nhiều khẩu đội 127 mm (5 inch) đa dụng được bổ sung để hoạt động như một nền tảng huấn luyện pháo phòng không đang rất cần thiết.

## Lịch sử hoạt động

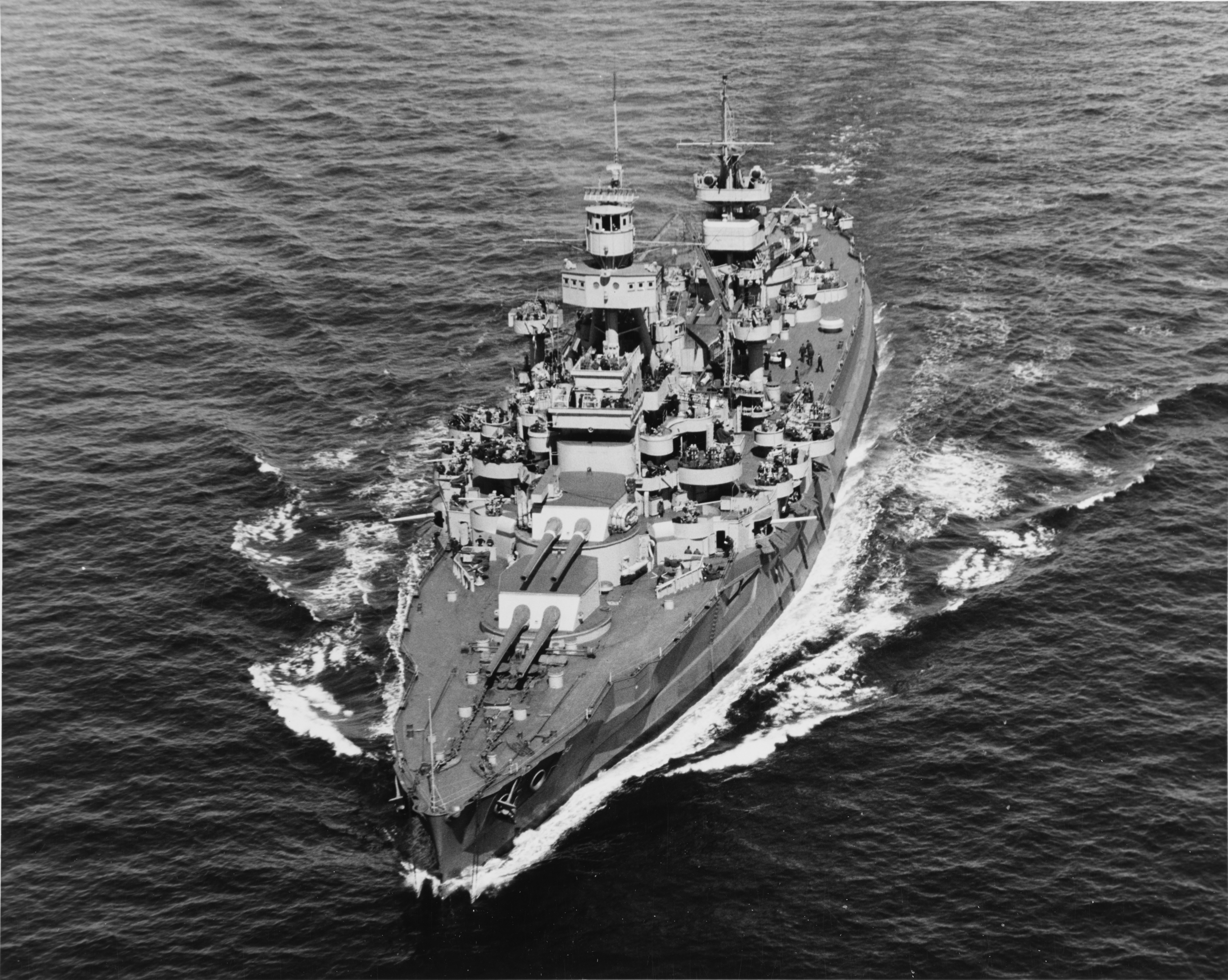
USS Arkansas

Bất chấp tên được đặt cho lớp, Arkansas đi trước Wyoming cả trong việc chế tạo lẫn sử dụng, cho dù cả hai chiếc đều được đưa vào hoạt động trong tháng 12 năm 1912. Do lớp tàu này được trang bị các nồi hơi đốt than, cả Wyoming và Arkansas đều có thể hoạt động cùng Hạm đội Grand Anh Quốc tại khu vực khan hiếm dầu đốt Bắc Hải trong Chiến tranh Thế giới thứ nhất. Trước đó chúng hoạt động trong Hạm đội Đại Tây Dương, và sau chiến tranh là ở cả Đại Tây Dương và Thái Bình Dương. Cả hai chiếc đều được hiện đại hóa trong những năm 1925 - 1927, tham gia Chiến tranh Thế giới thứ hai, và giống như nhiều thiết giáp hạm cũ khác, chúng được cho ngừng hoạt động ngay sau chiến tranh kế thúc. Wyoming đánh dấu sự kết thúc của lớp tàu sau 35 năm phục vụ khi được cho ngừng hoạt động vào ngày 1 tháng 8 năm 1947 để tháo dỡ; trước đó Arkansas đã bị đánh chìm trong cuộc thử nghiệm bom nguyên tử tại Thái Bình Dương.

## Những chiếc trong lớp
| Tàu      | Đặt lườn            | Hạ thủy             | Hoạt động           | Số phận                                                                                                   |
| Wyoming  | 9 tháng 2 năm 1910  | 25 tháng 5 năm 1911 | 25 tháng 9 năm 1912 | Ngừng hoạt động ngày 1 tháng 8 năm 1947; bị tháo dỡ                                                       |
| Arkansas | 25 tháng 1 năm 1910 | 14 tháng 1 năm 1911 | 17 tháng 9 năm 1912 | Ngừng hoạt động ngày 29 tháng 7 năm 1946; bị đánh chìm khi thử nghiệm bom nguyên tử tại đảo san hô Bikini |